# One Litre of Tears
One Litre of Tears (1リットルの涙, Ichi rittoru no namida) est un drama japonais en 11 épisodes de 44 minutes produit par Satoko Kashikawa (ja) et diffusé du 11 octobre au 20 décembre 2005 sur Fuji Television.
Ce drame s'inspire d'une histoire vraie. Au Japon, le journal d'Aya Kitō s'est d'ailleurs vendu à plus de 18 millions de copies.
Cette série est inédite dans tous les pays francophones.
L'histoire raconte la vie d'Aya (Erika Sawajiri) Ikeuchi qui souffre d'une maladie génétique incurable, l'ataxie spinocérébelleuse.

## Résumé
Aya Ikeuchi est une adolescente de 15 ans, douée en sports et qui excelle à l'école. Elle vit dans une famille nombreuse composée de 3 autres enfants, deux jeunes sœurs et un frère, et pratique le basket-ball. Un matin, alors qu'elle devait se dépêcher pour ne pas manquer son examen de fin d'année, elle court et trébuche, faisant tomber une rangée de vélo sous le regard étonné d'un jeune garçon du nom de Haruto Asou. Un événement comme celui-ci se reproduit; Aya trébuche une fois de plus mais n'utilise pas ses mains pour amortir sa chute, ce qui inquiète sa mère. Par ailleurs, elle laisse souvent tomber les objets qu'elle a entre les mains. Sa mère décide donc de l'amener à l'hôpital afin de vérifier si tout est normal. C'est à partir de ce moment que les parents d'Aya apprennent que leur fille est touchée par la maladie incurable qu'est l'hérédodégénérescence spinocérébelleuse ou "atrophie spinocérébelleuse". C'est ainsi qu'au fil des épisodes, la maladie d'Aya continue de sévir et où elle perd de plus en plus sa capacité à marcher et à parler.
L'ataxie spinocérébelleuse est une maladie d'atrophie du cervelet, qui provoque l'étouffement et la mort des nerfs innervant les muscles. Le patient a, au fil du temps, de plus en plus de mal à bouger, et finit quasiment muet et cloué au lit. Il meurt finalement d'étouffement, ses muscles lui servant à respirer ne fonctionnant plus.
Il n'existe encore aucun remède contre cette maladie.

## Fiche technique
- Titre : One Litre of Tears
- Titre original : 1リットルの涙 (Ichi rittoru no namida?)
- Titre alternatifs : A Diary with Tears ; 1 Litre of Tears
- Genre : École, romance, santé, drame
- Chanson du générique de fin : Only Human de K
- Chansons du film : Konayuki et Sangatsu kokonoka du groupe Remioromen
- Bande originale du drama : Ichi rittoru no namida OST

## Distribution
- Erika Sawajiri : Aya Ikeuchi
- Ryō Nishikido : Haruto Asou
- Hiroko Yakushimaru : Shioka Ikeuchi
- Takanori Jinnai : Mizuo Ikeuchi
- Riko Narumi  : Ako Ikeuchi
- Naohito Fujiki : Hiroshi Mizuno

## Autour de la série
Avant qu'Aya parte pour son examen, son père la taquine avec un jeu de mots qui tourne autour du verbe ochiru (落ちる) qui signifie à la fois "tomber", "échouer" et "se dégrader". Cette plaisanterie, il en use en laissant glisser de ses doigts les objets qu'il tient et en disant d'un ton bon enfant ochita, c'est-à-dire "c'est tombé". Mais quand il regarde sa fille en prononçant ce mot, cela veut alors dire "tu as échoué [à ton test]"; il s'amuse à l'inquiéter. Mais il est loin de se douter que l'idée de "chute" qu'il souligne va bientôt faire référence aux multiples accidents d'Aya, lesquels, dus à sa maladie, permettront de la dévoiler. En outre, ce verbe va s'appliquer à l'état de santé de l'héroïne du drama, qui ne va avoir de cesse de se détériorer du début à la fin, et ce à vitesse rapide (comme le souligne le docteur d'Aya lui-même). Enfin, ochiru renvoie au déclin d'un microcosme : les vies qui gravitent autour de celle d'Aya, car sa famille et Haruto ne se remettront jamais parfaitement de la perte d'un être si cher.